# Ex-USSR Tribute to Dropkick Murphys
Ex-USSR Tribute To Dropkick Murphys — первый трибьют-альбом, посвящённый кельтик-панк-группе из Бостона Dropkick Murphys.
Трибьют-альбом включает в себя кавер-версии песен со всех альбомов Dropkick Murphys, выпущенных в период с 1998 по 2013 год и общей продолжительностью более 50 минут. Издание включает в себя 18 треков, записанных 17 группами из России и 1 группой с Украины, играющих панк-музыку разных направлений, от фолк-панка до хардкора. Изначально планировалось привлечь для участия в сборнике кельтик-панк-коллектив «Бостонское Чаепитие» из Белоруссии, который вскоре отказался от участия в проекте, и несколько групп с Украины, которые, за исключением киевского коллектива O’Hamsters, так и не успели записать и выпустить треки из-за вооружённого конфликта в их стране. Альбом был выпущен 16 мая 2014 года на CD ограниченным тиражом в пятьсот экземпляров тремя российскими независимыми лейблами и выложен для бесплатного скачивания на музыкальный сервер Bandcamp. Диск сопровождается 10-страничным буклетом.
Вслед за отечественными коллегами 28 февраля 2015 года канадский лейбл Take a Shot Records выпустил второй трибьют знаменитым бостонцам Famous For Nothing: A Tribute To Dropkick Murphys, в котором так же приняли участие 18 команд из США, Швеции, Австралии и Канады, играющих панк-музыку в разных направлениях. Сборник был одобрен лидером DKM Кеном Кейси. 100 процентов выручки с продажи были переданы в благотворительный фонд группы Claddagh Fund, финансирующий исследования раковых заболеваний, организацию спортивных мероприятий для детей и оказывающий помощь ветеранам войны и анонимным алкоголикам.

## Список композиций
| №   | Название                                 | Исполнитель           | Длительность |
| --- | ---------------------------------------- | --------------------- | ------------ |
| 1.  | «Walk Away»                              | Zuname                | 3:05         |
| 2.  | «The Boys are Back»                      | Assholes Syndicate    | 3:25         |
| 3.  | «Sunshine Highway»                       | Думай Сам             | 2:53         |
| 4.  | «The Dirty Glass» (на русском)           | O’Hamsters            | 3:28         |
| 5.  | «Noble» (на русском)                     | FatalYear             | 2:33         |
| 6.  | «Your Spirit’s Alive»                    | Middle Class Bastards | 3:12         |
| 7.  | «Road of the Righteous»                  | Kids of the Streets   | 2:27         |
| 8.  | «Boys on the Docks» (на русском)         | Drunken Fairy Tales   | 2:29         |
| 9.  | «The Thick Skin of the Defiance»         | Riot Radio            | 3:19         |
| 10. | «The Hardest Mile»                       | Beerocephals          | 4:10         |
| 11. | «Never Alone»                            | Citramons             | 2:47         |
| 12. | «The Gauntlet»                           | The Пауки             | 2:42         |
| 13. | «Barroom Hero»                           | Patronage             | 2:31         |
| 14. | «Boston Asphalt»                         | TWIF                  | 2:06         |
| 15. | «Pipebomb on Lansdowne» (на русском)     | Беz Фанатиzма         | 2:10         |
| 16. | «Hang ’Em High»                          | Real Shamrocks        | 3:46         |
| 17. | «World Full of Hate» (на русском)        | City Stones           | 2:16         |
| 18. | «I’m Shipping Up to Boston» (на русском) | Квэкс                 | 2:34         |

## Участники трибьюта
| Группа                | Город           | Стиль                              |
| --------------------- | --------------- | ---------------------------------- |
| Zuname                | Москва          | Кельтик-панк, стрит-панк           |
| Assholes Syndicate    | Петрозаводск    | Панк-н-ролл, стрит-панк            |
| Думай Сам             | Санкт-Петербург | Панк-рок                           |
| O’Hamsters            | Киев            | Кельтик-панк                       |
| FatalYear             | Киров           | Панк-рок                           |
| Middle Class Bastards | Архангельск     | Кельтик-панк, ска-кор, стрит-панк  |
| Kids of the Streets   | Воскресенск     | Oi!, стрит-панк                    |
| Drunken Fairy Tales   | Москва          | Кельтик-панк                       |
| Riot Radio            | Санкт-Петербург | Крэк рокстеди, краст-панк, ска-кор |

| Группа                | Город           | Стиль                                  |
| --------------------- | --------------- | -------------------------------------- |
| Beerocephals          | Санкт-Петербург | Фолк-панк                              |
| Citramons             | Калининград     | Панк-рок                               |
| The Пауки             | Санкт-Петербург | Кельтик-панк, сайкобилли, хардкор-панк |
| Patronage             | Москва          | Oi!, панк-рок                          |
| TWIF (The Way I Feel) | Москва          | Панк-рок, хардкор-панк                 |
| Беz Фанатиzма         | Новосибирск     | Хардкор-панк, кроссовер-трэш           |
| Real Shamrocks        | Вологда         | Кельтик-рок                            |
| City Stones           | Бийск           | Панк-рок                               |
| Квэкс                 | Санкт-Петербург | Фолк-панк                              |